# Хокејашка лига СР Југославије 1998/99.
Хокејашка лига СР Југославије 1998/99. је било осмо такмичење организовано под овим именом.

## Систем такмичења
У овој сезони нису учествовали клубови из Београда јер Ледена дворана Пионир није била у употреби. У регуларном делу наступила су три клуба. Сваки клуб одиграо је по осам меча. У плеј оф су се пласирала два клуба. У плеј офу се играло на два добијена меча.
Шампион је постала Војводина. То је клубу била друга титула у Хокејашкој лиги СР Југославије.

## Клубови
| Клуб      | Град     | Арена                  | Капацитет | Основан |
| --------- | -------- | ---------------------- | --------- | ------- |
| Војводина | Нови Сад | Ледена дворана СПЕНС   | 1000      | 1957    |
| Спартак   | Суботица | Стадион малих спортова | 4000      | 1945    |
| Нови Сад  | Нови Сад | Ледена дворана СПЕНС   | 1000      | 1998    |

## Табела
| #  | Клуб      | ИГ | Д | Н | ИЗ | Б  |
| -- | --------- | -- | - | - | -- | -- |
| 1. | Војводина | 8  | 7 | 1 | 0  | 14 |
| 2. | Нови Сад  | 8  | 2 | 1 | 5  | 5  |
| 3. | Спартак   | 8  | 1 | 0 | 7  | 2  |

ИГ = одиграо, Д = победио, Н = нерешено, ИЗ = изгубио, Б = бодова

## Плеј оф

### Финале
Војводина - Нови Сад 3:4 7:2
| Првак Хокејашке лиге СР Југославије 1998/99. |
| -------------------------------------------- |
| ХК Војводина 2. Титула                       |